# Хесед (организации)
Хэсед, Хэсэд или Хесед (др.-евр. חסד‬; ḥesed; «Милость»; «Великодушие») — любая из еврейских благотворительных организаций, входящих в Ассоциацию Хэсэдов России и аналогичные организации других стран (постсоветского пространства). В разных городах в названии конкретных организаций первая часть — слово «Хэсэд», а второе — имя одного из персонажей Ветхого завета: так в Санкт-Петербурге действует «Хэсед-Авраам» полное название Межрегиональная общественная организация инвалидов и пенсионеров "Еврейский Благотворительный Центр «Забота — Хэсэд Авраам». В соответствии с законодательством Российской Федерации и Санкт-Петербурга участвует, как и государственные районные Комплексные центры социального обслуживания населения, коммерческие патронажные службы, а также другие некоммерческие благотворительные организации, в конкурсах по выбору поставщиков социальных услуг для обслуживания нуждающихся в таких услугах пожилых жителей города и инвалидов, войдя составляемый по итогам конкурса Реестр поставщиков социальных услуг Санкт-Петербурга.